# Fouille incidente à l'arrestation
En droit pénal canadien, la fouille incidente à l'arrestation est une fouille sans mandat d'un individu et de son environnement immédiat à la suite d'une arrestation. Les règles relatives à la fouille incidente à l'arrestation proviennent de la common law, notamment les arrêt de principe R. c. Caslake et R. c. Langlois.  

Dans l'arrêt R. c. Stairs, la Cour suprême résume ainsi les critères de la fouille incidente à l'arrestation : 

« (1) l’arrestation est légale; 
(2) la fouille est accessoire à l’arrestation, de sorte qu’il y a un fondement raisonnable à la fouille qui est lié à l’arrestation, et celle‑ci vise un objectif valable d’application de la loi, notamment la sécurité, ou la préservation ou la découverte d’éléments de preuve; 
(3) la nature et l’étendue de la fouille sont raisonnables. »

Premier critère: Pour que la fouille incidente à l'arrestation soit légale, l'arrestation doit d'abord être légale. S'il s'agit d'une arrestation illégale, il ne pourra pas y avoir de fouille incidente.  
Deuxième critère: Et puisque le geste posé est incident à l'arrestation, il faut que l'objectif de la fouille ait un lien valable avec l'arrestation.  Par exemple, la préservation de la sécurité du public ou des policiers, prévenir l'évasion du suspect, empêcher la destruction d'une preuve ou faire la découverte d'une preuve peuvent être des objectifs valables pour une fouille incidente.
Donc l'objectif de la fouille incidente à l'arrestation est plus large que la fouille par palpation, dont l'objectif principal est d'assurer la protection des policiers. La fouille incidente peut par exemple mener à la fouille sans mandat du véhicule de l'accusé pour prévenir son évasion ou découvrir une preuve. 
La fouille incidente à l'arrestation est différente de la fouille avec mandat pour effectuer des recherches dans une résidence. 
Un contrôle routier où un policier demande le permis de conduire et les assurances d'un automobiliste au hasard  n'est pas une fouille, d'après l'arrêt R. c. Hufsky. Par conséquent, un policier n'a pas le droit de faire une fouille générale d'une véhicule lors d'un contrôle routier s'il ne voit pas de choses illégales ou n'a pas de motifs raisonnables d'en trouver (R. c. Mellenthin ). Il a cependant le droit de faire un examen visuel sommaire du véhicule le soir avec une lampe de poche car cela ne serait pas une fouille. 
Troisième critère : Il ne peut pas y avoir des fouilles par curiosité des agents de police dont la nature et l'étendue ne sont pas raisonnables. D'après l'arrêt  R. c. Edwards, « le droit d'attaquer la légalité d'une fouille ou perquisition dépend de la question de savoir si l'accusé pouvait raisonnablement s'attendre au respect de sa vie privée et, dans l'affirmative, si la fouille ou la perquisition a été effectuée de façon raisonnable par la police ».

## Exclusion de la preuve
Si un élément de preuve est obtenu alors qu'un policier n'avait pas le droit d'effectuer une fouille ou bien que le policier a dépassé les limites de la fouille sans mandat incidente à l'arrestation, les procureurs vont faire une requête en exclusion de la preuve en vertu de l'article 24 (2) de la Charte canadienne des droits et libertés. Par exemple, si un agent fait la fouille ultérieure du camion d'un accusé le lendemain après son arrestation à des fins administratives pour constituer un inventaire, ce n'est ni connexe à l'arrestation ni raisonnable et il y aurait une demande d'exclusion de preuve. 